# Dwór dolny w Starej Łomnicy
Dwór dolny w Starej Łomnicy – zabytkowy dwór w Starej Łomnicy,  w Polsce, w województwie dolnośląskim, w powiecie kłodzkim, w gminie Bystrzyca Kłodzka.
Dwukondygnacyjny obiekt został wybudowany pod koniec XVI w. na planie prostokąta. Nakryty jest czterospadowym dachem mansardowym. Ściany, od strony ulicy i zaplecza wzmocnione pięcioma skarpami, wykonane zostały z kamienia, a sklepienia nakrywające pokoje – z cegły. Główne wejście znajduje się w elewacji frontowej, pod skromnym drewnianym balkonem.
Powierzchnia budynku wynosi 240 m², kubatura – 1680 m³.
Do wojewódzkiego rejestru zabytków wpisano: dwór, obecnie dom nr 23, k. XVI, XVIII, pocz. XX, nr rej.: 455/753 z 27.09.1960

## Galeria

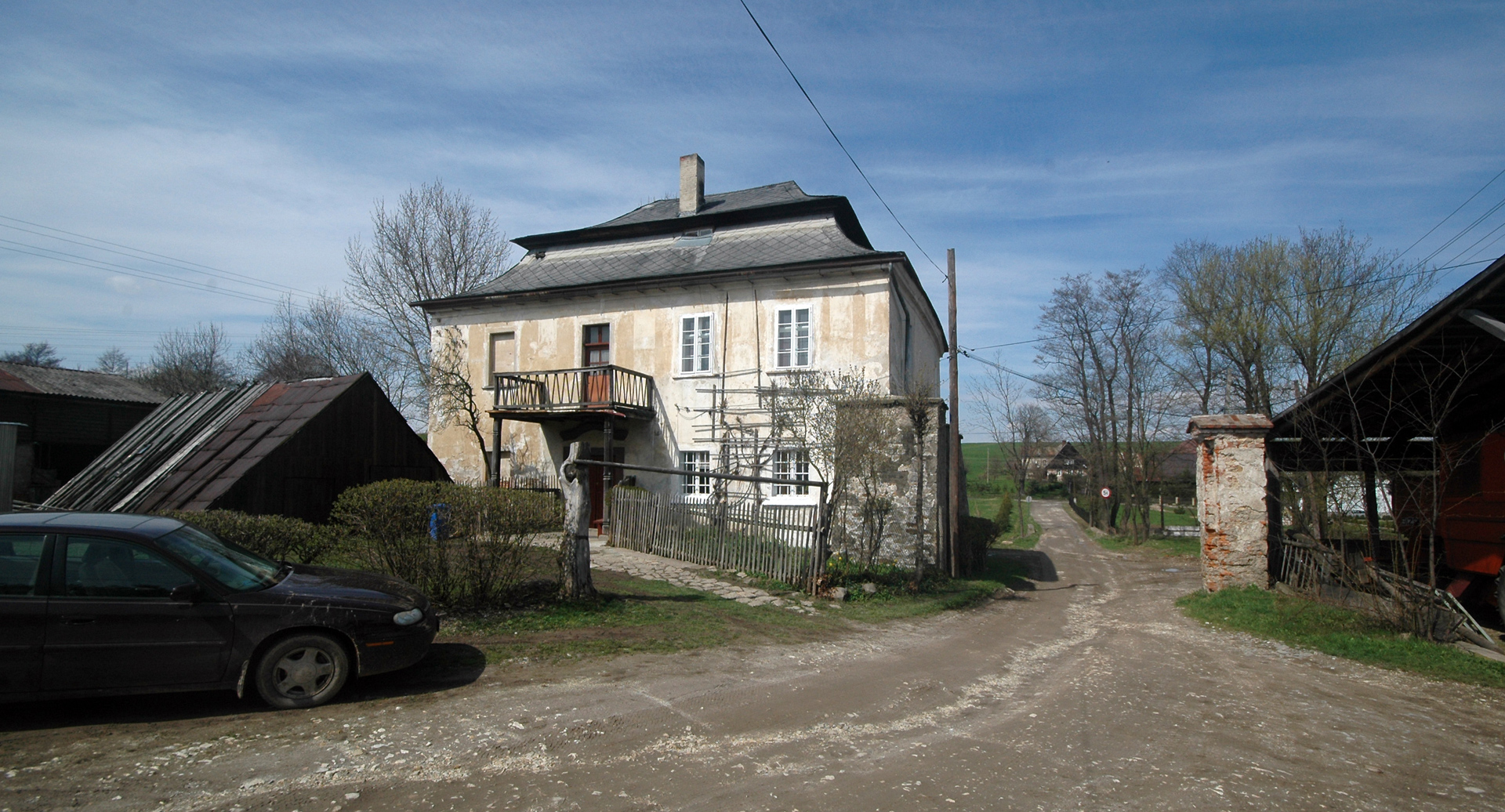
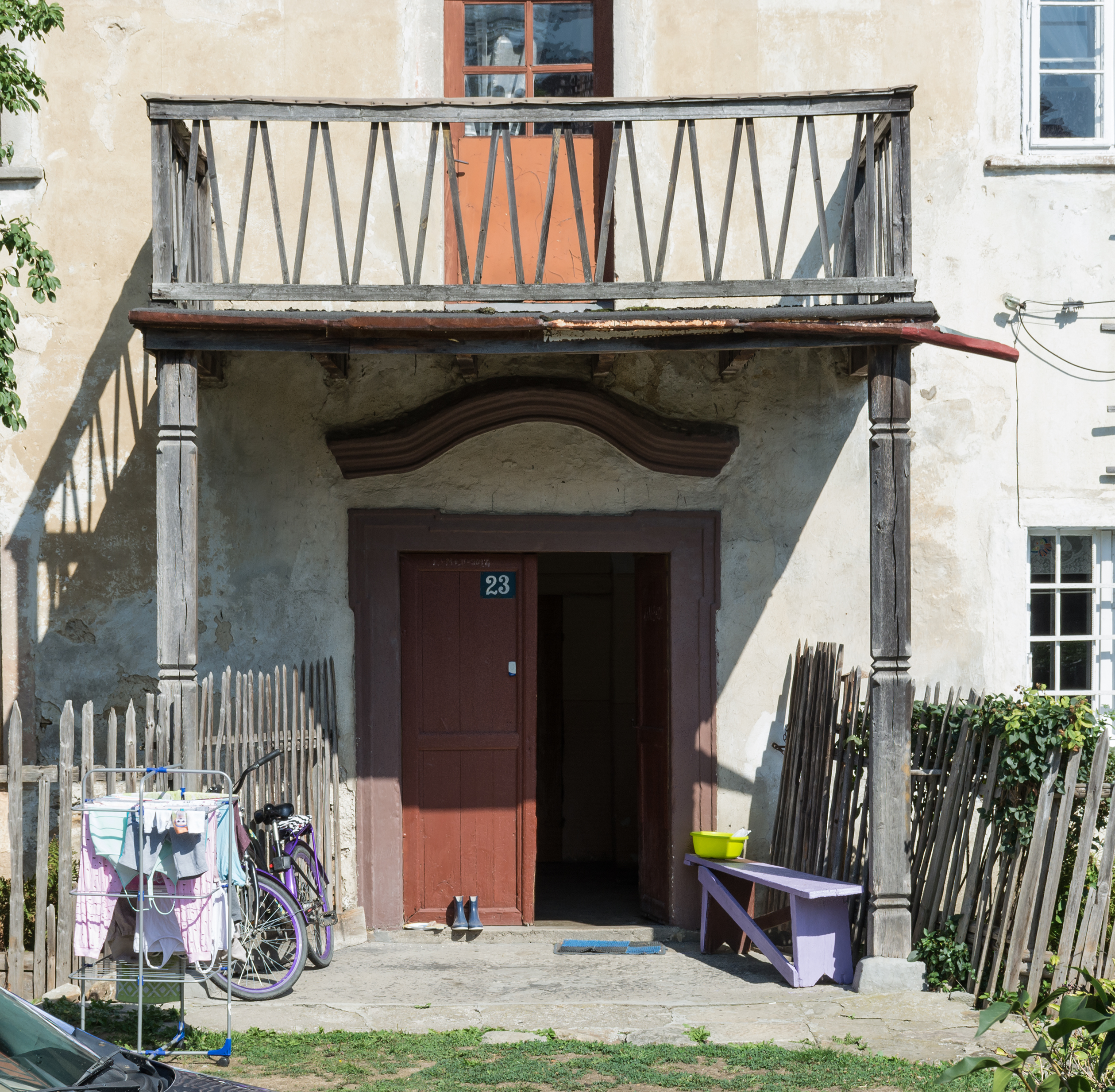
Wejście z balkonem
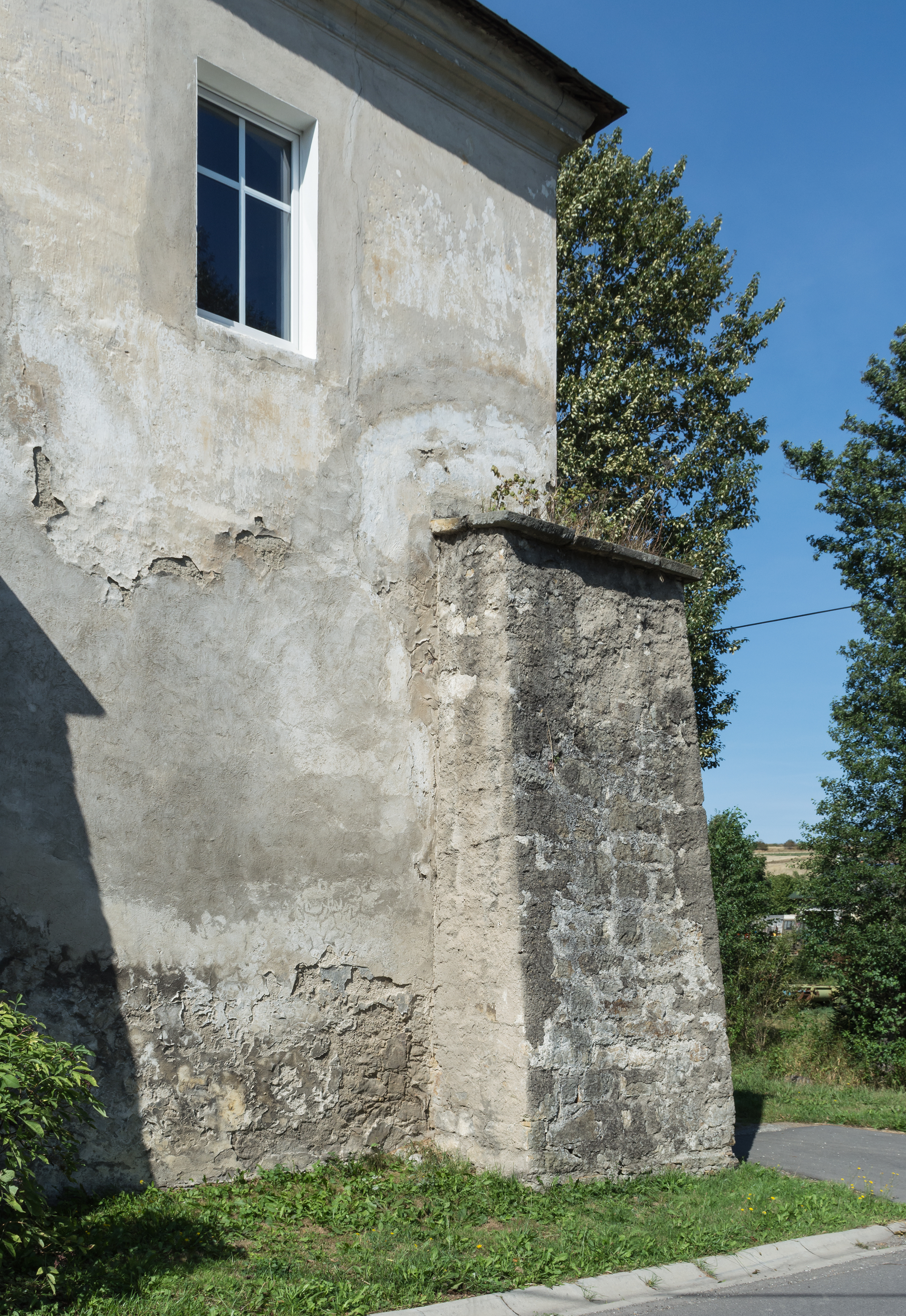
Ściana ze skarpą
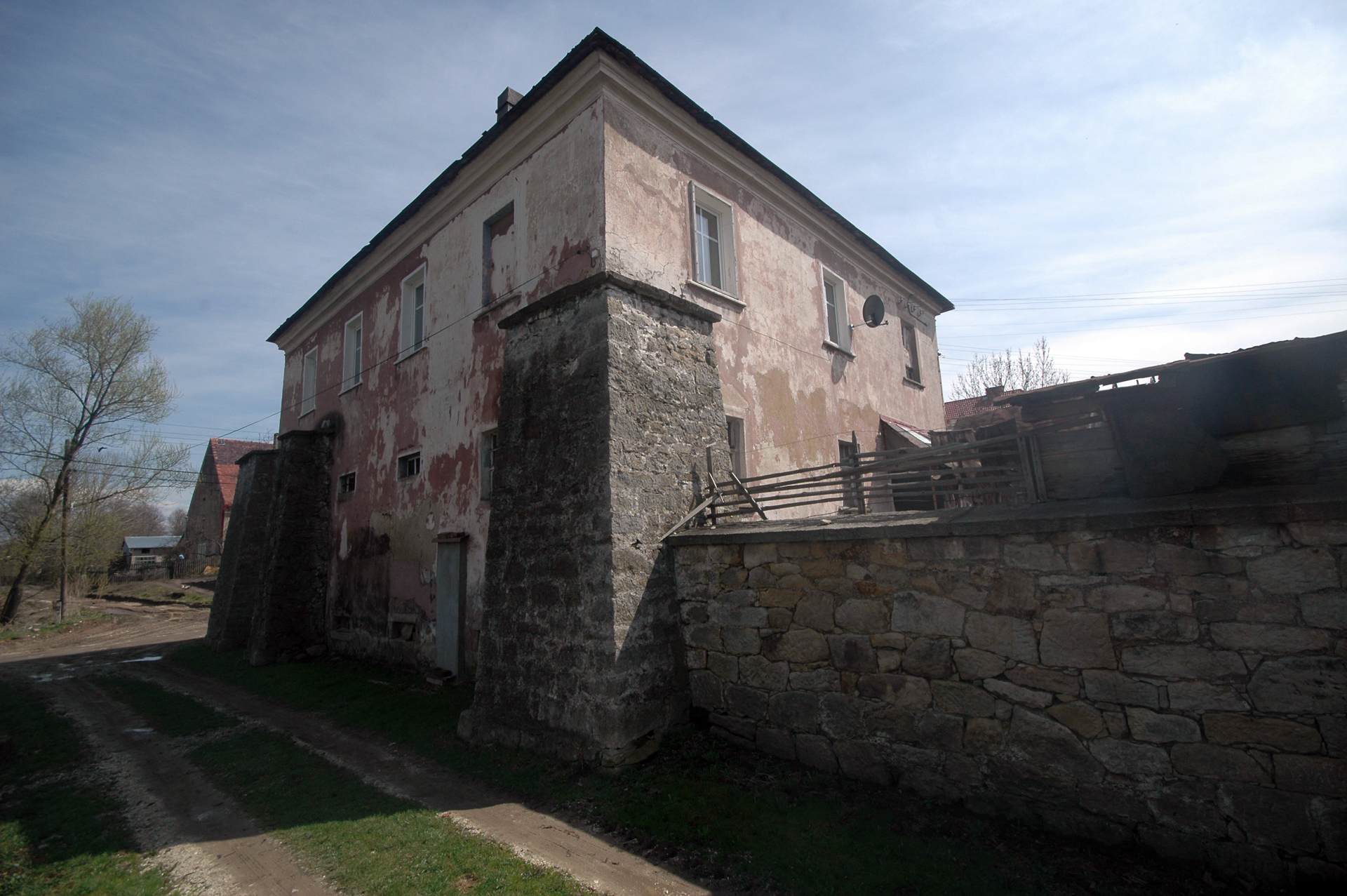
Naroże ze skarpą